# Insurrección campesina de Venezuela de 1846
La insurrección campesina de Venezuela de 1846 fue una rebelión de carácter popular y social que estalló en varias zonas agropecuarias de Venezuela en septiembre de 1846 y que se extendió hasta mayo de 1847.

## Antecedentes
Sus causas principales fueron la graves crisis que sufría el país desde 1842, el descontento de la población rural con las medidas fiscales aplicadas por el gobierno de Carlos Soublette desde 1843, la incitación de los liberales liderados por Antonio Leocadio Guzmán, quien lanzaba duros ataques propagandísticos contra el gobierno conservador. Esto llevó a que en junio de 1844 se produjera una insurrección en Villa de Cura al mando de Juan Silva, otra en septiembre en Orituco al mando de Juan Celestino Centeno y el asalto de la cárcel de Calabozo en diciembre de 1845 Juan y José Gabriel Rodríguez. Todos ellos fueron rápidamente derrotados por el gobierno; sin embargo, eran prueba del descontento social en el país. 

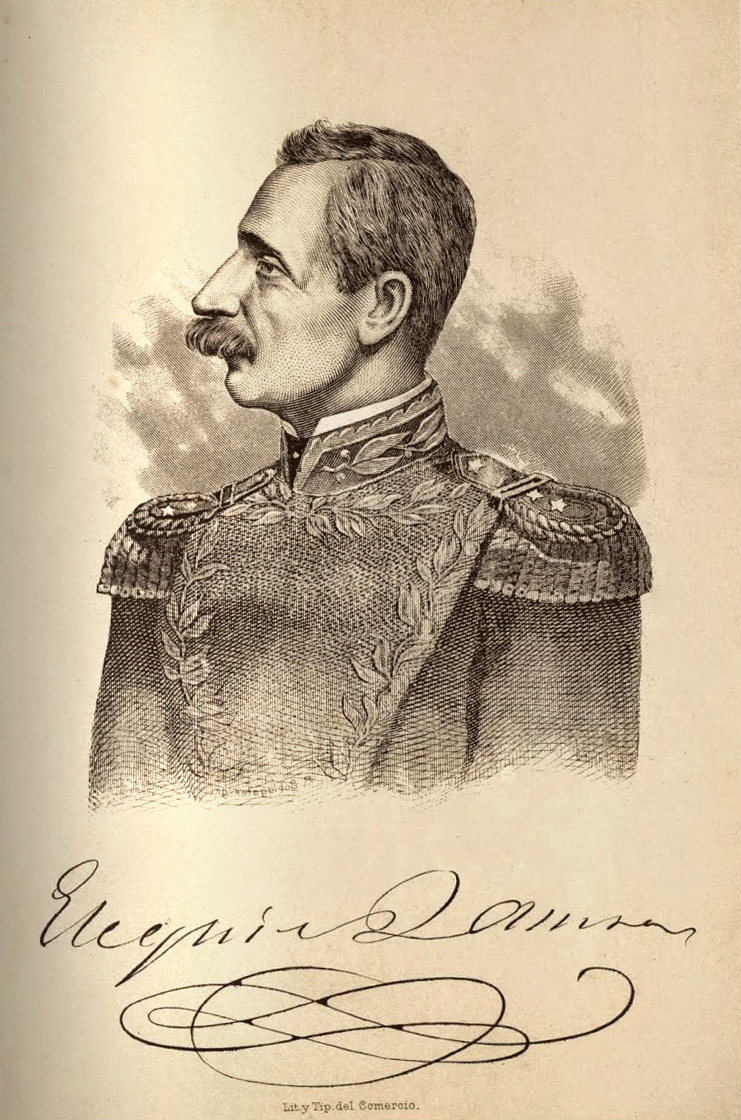
Ezequiel Zamora.

A mediados de 1846, la crisis económica y social empeoró, llevando al caos político debido a las campañas presidenciales de agosto de dicho año. Los principales competidores eran José Tadeo Monagas, Antonio Leocadio Guzmán, Bartolomé Salom, José Félix Blanco y José Gregorio Monagas; el primero tenía el apoyo del gobierno; el segundo, el del Partido Liberal. Soublette incrementó el número de reclutas del ejército lo que fue denunciado por sus opositores como un modo de intimidar a los votantes. Las elecciones finalmente se celebraron con gran orden; sin embargo, el caos provocado por las campañas previas impidió conseguir un resultado definitivo y universalmente aceptado. 
Buscando calmar la situación, Santiago Mariño planeó reunirse con el general José Antonio Páez, el hombre fuerte del régimen conservador, en Maracay y con el candidato derrotado Antonio Leocadio Guzmán, que residía en Caracas, para lograr un acuerdo con la oposición. Sin embargo, Guzmán salió hacia los valles de Aragua con un gran número de fieles a los que se sumaron nuevas fuerzas en el camino. El gobierno se alarmó ante esto y puso en estado de alerta a las tropas el 1 de septiembre. Debido a esto la entrevista jamás se produjo.

## La guerra

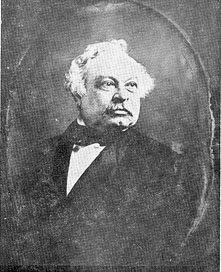
José Antonio Páez, máximo representante de la oligarquía conservadora.

El 2 de septiembre Guzmán estaba en La Victoria, cuando en la madrugada se alzó Francisco José Rangel en un sitio llamado Tacusuruma, cerca del pueblo de Magdaleno, porque las autoridades les arrebataron sus tierras y le impidieron votar en las recientes elecciones. Aclamando a Guzmán atacó con sus hombres la hacienda de Yuma, cerca de Güigüe, propiedad del abogado y político paecista Ángel Quintero, matando a su mayordomo, hiriendo a algunos de sus habitantes y liberando a los esclavos. El gobierno responsabilizó a Guzmán de lo sucedido y lo arrestó tiempo después. Mientras las fuerzas rebeldes empezaron a aumentar con la constante llegada de peones y esclavos a sus campamentos, con el tiempo se les sumó Ezequiel Zamora, quien estuvo con Guzmán en La Victoria y se convirtió en uno de sus líderes principales en Villa de Cura. 
Viendo que la rebelión de los campesinos estaba saliéndose de control, Soublette empezó a tomar medidas para sofocarla. Nombró a Páez primer jefe de ejército y lo envió con 6.000 hombres a sofocar la región centro-occidental y a José Tadeo Monagas como segundo jefe a cargo de controlar la región barloventeña y oriental con 3.000 soldados, además pidió un préstamo de 300.000 pesos para usarlos en sofocar la insurrección. Zamora es capturado el 26 de marzo de 1847 en Villa de Cura.

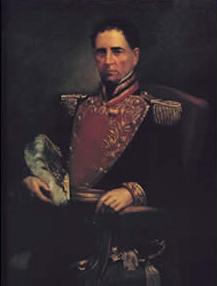
José Tadeo Monagas fue el candidato de la concordia entre conservadores y liberales.

## Consecuencias
Quedaron guerrillas repartidas por el territorio venezolano y el caos permitió un fuerte aumento de la delincuencia común, habiendo bandas de forajidos que atacaban a todo mundo sin trasfondo político. Estas obligaron a mantener activo un ejército de 813 veteranos de línea, 972 milicianos y 212 policías municipales en una fecha tan tardía como enero de 1848, cuando entre junio y agosto anterior se había dado una amnistía.  
La rebelión forzó a los conservadores a hacer un acuerdo con los liberales que llevó al poder a Monagas, finalizando así con la hegemonía de los primeros, llamada Oligarquía Conservadora, e iniciando un nuevo período llamado Monagato que duró hasta 1858 con la Revolución de Marzo.